# Tipula (Lunatipula) helvola
Tipula (Lunatipula) helvola is een tweevleugelige uit de familie langpootmuggen (Tipulidae). De soort komt voor in het Palearctisch gebied.